# 興盛
《興盛》（英語：Thrive: What on Earth Will It Take?）是一部2011年美國紀錄片，由史蒂夫·蓋聶（Steve Gagné）和金伯利·卡特·甘布爾（Kimberly Carter-Gamble）執導。紀錄片由福斯特·甘布爾講述。片中談及的主題包括菁英意圖控制全球的陰謀論、環面、自由能源和麥田圈。2011年11月11日，在舊金山灣區首映。
《興盛》被翻譯為19種語言，在網路上累積了超過七百萬的觀看次數。
2020年9月26日，續集《興盛2》上映。

## 受訪者
- 杜安·艾爾金（英语：Duane Elgin），作家
- 納辛·黑羅明（Nassim Haramein），物理學家
- 史蒂芬·格里爾，幽浮學家
- 丹尼爾·希恩，律師
- 布萊恩·歐萊瑞，太空人
- 艾德加·米切爾，太空人
- 范達娜·席娃，環境保護運動者
- 約翰·羅賓斯（英语：John Robbins (author)），健康饮食作家
- 狄巴克·喬布拉，醫師、心靈作家
- 大卫·沃恩·艾克，作家
- 凱薩琳·奧斯汀·費茲，前美國住房及城市發展部的住房助理部長
- G·愛德華·格里芬（英语：G. Edward Griffin），作家、約翰·伯奇協會終身會員
- 比爾·斯蒂爾，記者、製片人
- Elisabet Sahtouris（英语：Elisabet Sahtouris），進化生物學家、未來學家
- 約翰·蓋托，教育家
- 艾米·古德曼，媒體人
- 芭芭拉·馬克斯·胡巴德（英语：Barbara Marx Hubbard），未來學家

2012年4月，包括羅賓斯、喬布拉和古德曼在內的十名受訪者簽署了一封公開信，表示他們「對電影的某些內容存在嚴重分歧」。羅賓斯不認同片中的自由意志主義政治觀點，認為該片的其中一個關鍵錯誤是沒有提到科赫家族。

## 外部連結
- 官方网站  （英文）
- YouTube上的《興盛》完整電影 （英文）
- 《興盛》的X（前Twitter） （英文）
- 互联网电影数据库（IMDb）上《興盛》的资料（英文）
- 爛番茄上《興盛》的資料（英文）